# David Cassidy
David Bruce Cassidy (født 12. april 1950, død 21. november 2017) var en amerikansk skuespiller, sanger og guitarist. Han blev kendt som en af hovedpersonerne i den musikalske sitcom fra 1970'erne, The Partridge Family, og karrieren som popsanger i tilknytning hertil, og dette gjorde Cassidy til et af periodens største teenage-idoler. Han fortsatte sin karriere til kort før sin død.

## Opvækst
David Cassidy var søn af skuespillerparret Jack Cassidy og Evelyn Ward. Hans forældre var ofte på turné, da han var lille, og han voksede op hos sin mors forældre i New Jersey. Da han var seks år gammel, fandt han tilfældigt ud af, at hans forældre havde været skilt i to år uden at fortælle ham det. Samme år giftede hans far sig igen, denne gang med skuespilleren Shirley Jones, med hvem han fik tre sønner, som altså var Davids halvbrødre: Shaun (1958), Patrick (1962) og Ryan Cassidy (1966).

## Karriere

### Teenageidol
Cassidys professionelle karriere begyndte i 1969, hvor han fik en rolle på Broadway i musicalen The Fig Leaves Are Falling. Forestillingen blev en fiasko og stoppede efter blot fire forestillinger, men en talentspejder så Cassidy og tilbød ham at blive prøvefilmet, hvilket gjorde, at Cassidy rejste til Los Angeles.
Her fik han en kontrakt med Universal Studios og kom med i nogle episoder af forskellige tv-serier, blandt andet Ironside og Bonanza. I 1970 fik han rollen som Keith Partridge i den nye tv-serie The Partridge Family. Hans stedmor i serien, Shirley Partridge, blev spillet af hans virkelige stedmor, seriens stjerne, Shirley Jones. Han har udtalt om sit forhold til hende, at han havde lyst til at hade hende, men da hun var blevet gift med Davids far, overtog hun straks hans biologiske mors plads, og han kom til at holde meget af hende.
Bagmændene bag The Partridge Family havde primært valgt Cassidy til rollen på grund af hans flotte, androgyne udseende og var egentlig ligeglade med, om han kunne synge eller ej. Det lykkedes ham at overtale produceren til at lade ham prøve at synge, og det gjorde han så godt, at han blev udpeget som forsanger i de pladeindspilninger, der fulgte i kølvandet på tv-serien. Da sangen "I Think I Love You" blev et hit, fik David Cassidy også mulighed for at lave soloindspilninger, og titelnummeret fra hans første album Cherish nåede i top ti på den amerikanske hitliste. Han begyndte derpå at turnere og fremførte både egne sange og sange fra tv-serien. Som blot 21-årig blev han nu et stort teenageidol.
Der blev lavet 96 afsnit af The Partridge Family, som blev udsendt i fire sæsoner i perioden 1970-1974. Undervejs blev der udsendt ikke mindre end ti album med The Partridge Family samt fem David Cassidy soloalbum. Hans stjernestatus skabte kaotiske forhold ved udsolgte koncerter over det meste af verden med blandt andet to udsolgte koncerter med i alt 56.000 tilskuere i Houston Astrodome i 1972 og seks udsolgte koncerter på Wembley i London på blot én weekend i 1973, lige som 33.000 tilskuere i Melbourne i 1974 resulterede i hysteriske scener.
Den værste episode opstod ved en koncert i London i 1974, hvor 650 tilskuere blev mast mod scenen, og 30 kom på hospitalet, heriblandt en 14-årig pige, som døde af sine kvæstelser. Ulykken berørte Cassidy meget, og han sendte blomster til begravelsen, som han dog ikke deltog i for ikke at gøre den til et mediecirkus. Han indså efterhånden, at berømmelsen var gået for vidt, og han besluttede derpå at stoppe både i The Partridge Family og med turneerne.
I stedet koncentrerede David Cassidy sig om at skrive sange og indspille dem. Han var fortsat meget populær, ikke mindst i Storbritannien og Tyskland. Han udsendte tre album i perioden 1975-77, der alle solgte rigtig godt. Blandt de numre, han indspillede, var "I Write the Songs", som blev et hit for ham, inden det blev Barry Manilows kendingsmelodi. Cassidys indspilninger blev produceret af denne sangs ophavsmand, Bruce Johnston fra The Beach Boys.

### Moden kunstner
Efterhånden svandt teenagehysteriet, og David Cassidy medvirkede i nogle tv-produktioner i slutningen af 1970'erne. Han blev nomineret til en Emmy Award for sin optræden i en episode af Police Story, men han fortsatte i øvrigt med at lave musik. I 1985 udsendte han albummet Romance med blandt andet hitsangen "A Chance To Live". På denne sang medvirkede George Michael som korsanger, og Michael har senere nævnt Cassidy som en vigtig inspiration for hans egen karriere. Også siden har Cassidy jævnlig udsendt album med ny musik, der ofte er blevet godt modtaget af publikum. Således nåede albummet Then and Now fra 2001 i top 5 på en britiske hitliste, hvilket var hans højeste placering siden 1974.
Undervejs i karrieren har han også spillet musicals. Han har således medvirket i Joseph and the Amazing Technicolor Dreamcoat på Broadway, Time i London og Blood Brothers på Broadway. I 1996 overtog han hovedrollen i showet EFX i Las Vegas, som blev en stor succes. Han har gennem årene blandt andet optrådt sammen med Petula Clark, Sheena Easton samt sine brødre Shaun og Patrick.

## Privatliv
David Cassidy blev gift første gang i 1977 med skuespilleren Kay Lenz. Parret blev skilt i 1983, og derpå var han gift i et års tid fra 1984 med sydafrikaneren Meryl Tanz. I 1991 blev han gift med Sue Shifrin, som han blev skilt fra i 2016.. Han fik to børn: Datteren Katie Cassidy (født 1986) fik han med fotomodellen Sherry Bennedon, mens han fik sønnen Beau Devin Cassidy (født 1991) med hustruen Sue.
Han skrev sine erindringer, som blev udgivet i bogen Could It Be Forever? My Story (2007).

## Diskografi

### Soloalbum
- Cherish (1972)
- Rock Me Baby (1972)
- Dreams Are Nuthin' More than Wishes (1973)
- Cassidy Live! (1974)
- David Cassidy's Greatest Hits (1974)
- David Cassidy Forever (1975)
- The Higher They Climb (1975)
- Home Is Where the Heart Is (1976)
- Getting It in the Street (1976)
- Romance (1985)
- Greatest Hits Live (1986)
- David Cassidy (1990)
- Didn't You Used to Be? (1992)
- Old Trick New Dog (1996)
- David Cassidy's Partridge Family Favorites (1998)
- When I'm a Rock 'n' Roll Star (1998)
- Then and Now (2001)
- A Touch of Blue (2003)
- David Cassidy Part II – The Remix (2007)

### MedThe Partridge Family
- The Partridge Family Album (1970)
- Up To Date (1971)
- Sound Magazine (1971)
- Christmas Card (1971)
- Shopping Bag (1972)
- At Home With Their Greatest Hits (1972)
- The Partridge Family Notebook (1972)
- Crossword Puzzle (1973)
- Bulletin Board (1973)
- World of the Partridge Family (1974)
- Greatest Hits (1989)
- The Definitive Collection (2001)
- Come On Get Happy!: The Very Best of the Partridge Family (2005)